# ثوماس هينكين
ثوماس هينكين (بالألمانية: Thomas Hengen)‏ (22 سبتمبر 1974 بلانداو إن در بفالتس في ألمانيا - ) هو لاعب كرة قدم ألماني في مركز الدفاع. شارك مع منتخب ألمانيا تحت 21 سنة لكرة القدم وGermany national football Α2 team ‏. أما مع النوادي، فقد لعب مع ألمانيا آخن وبوروسيا دورتموند ونادي بشكتاش ونادي فولفسبورغ ونادي كارلسروه ونادي كايزرسلاوترن.

## روابط خارجية
- ثوماس هينكين على موقع اتحاد تركيا (لاعب) (الإنجليزية)
- ثوماس هينكين على موقع قاعدة بيانات كرة القدم.إي يو (الإنجليزية)
- ثوماس هينكين على موقع Soccerway.com (الإنجليزية)
- ثوماس هينكين على موقع عالم كرة القدم.نت (الإنجليزية)